# Reni Eddo-Lodge
Reni Eddo-Lodge (ur. 25 września 1989) – brytyjska dziennikarka, pisarka i blogerka pochodzenia nigeryjskiego. Tematyka jej prac obejmuje przede wszystkim feminizm oraz demaskowanie zachowań rasistowskich i przeciwdziałanie im. 

## Życiorys
Eddo-Lodge urodziła się i dorastała w Londynie. Wychowywała ją matka, Nigeryjka. Uczęszczała do Katolickiego Liceum św. Anny w London Borough of Enfield. 
Studiowała filologię angielską na Uniwersytecie Centralnego Lancashire. Uczelnię tę ukończyła w 2011 roku. Podczas studiów zaangażowała się w działalność feministyczną i protesty brytyjskich studentów w 2010 roku. Była przewodniczącą samorządu studenckiego Uniwersytetu Centralnego Lancashire do 2012 roku oraz członkiem krajowym rady wykonawczej National Union of Students od 2012 do 2013 roku. 
Jako freelancerka, Eddo-Lodge napisała wiele artykułów dla takich gazet jak „The New York Times”, „The Guardian”, „The Independent”, „The Daily Telegraph” i „The Voice”. 
W grudniu 2013 roku Eddo-Lodge wzięła udział w audycji brytyjskiej stacji radiowej BBC Radio 4 Woman's Hour. Omawiała w niej rok 2013 w kontekście feminizmu wraz z aktywistką Caroline Criado-Perez. Podczas dyskusji na temat intersekcjonalności Criado Perez zdawała się sugerować, że Eddo-Lodge była zamieszana w proceder nadużyć wobec innych feministek w Internecie. Chociaż Criado Perez przeprosiła za sposób, w jaki wypowiedziała te słowa, była posłanka Partii Konserwatywnej Louise Mensch oskarżyła Eddo-Lodge o „zastraszanie”. Eddo-Lodge pojawiła się również w audycji  Night Waves przeprowadzonej przez BBC Radio 3, objaśniając w niej różne kwestie feministyczne. W kwietniu 2014 była jedną z uczestniczek panelu BBC Woman's Hour Power List 2014. 
W 2017 roku Eddo-Lodge napisała zbiór esejów Why I’m No Longer Talking to White People About Race (wydanie polskie Dlaczego nie rozmawiam już z białymi o kolorze skóry, 2018). Wydana przez Bloomsbury Publishing polemika z rasizmem strukturalnym pojawiła się w księgarniach i Internecie w czerwcu 2017 roku. Autorka opisała historię „Czarnej Brytanii” – odnosząc się zarówno do kolonialnej historii Wielkiej Brytanii, jak również do różnych współczesnych form dyskryminacji rasowej. Jej zdaniem dyskusja o rasizmie to dyskusja o białej tożsamości: „o tym, skąd u białych odruchowa potrzeba definiowania się w opozycji do wymyślonych potworów, żeby czuć się komfortowo i bezpiecznie”. Recenzje książki były pozytywne, a Marlon James, zwycięzca The Man Booker Prize for Fiction z 2015 roku, napisał, że było to dzieło „niezbędne” i „błagające o napisanie”. Książka zdobyła Jhalak Prize w marcu 2018. 
W styczniu 2018 roku Eddo-Lodge wraz z siedmioma innymi Brytyjkami została zaproszona na sesję zdjęciową dla brytyjskiego magazynu „Vogue”, z okazji stulecia uzyskania praw wyborczych przez kobiety w Wielkiej Brytanii.

## Nagrody i wyróżnienia
| Rok  | Nagroda lub wyróżnienie |
| ---- | --- |
| 2010 | Młody blogger roku |
| 2014 | „The Guardian” – Top 30 Młodych Ludzi w Mediach cyfrowych |
| 2014 | „The Root” – 30 Viral Voices Under 30 |
| 2014 | „Elle” – Inspire 100 |
| 2015 | MHP 30 to Watch Award |
| 2018 | Jhalak Prize za książkę roku |
| 2018 | Polemika Dlaczego nie rozmawiam już z białymi o kolorze skóry znalazła się w publicznym sondażu na temat dwudziestu książek umieszczonych na liście Brytyjskiego Stowarzyszenia Księgarzy wśród najbardziej wpływowych książek napisanych przez kobietę |
| 2018 | Nagroda „Chleb i róże” za Dlaczego nie rozmawiam już z białymi o kolorze skóry |